# 首領になった男
『首領になった男』（ドンになったおとこ）は、1991年5月11日公開の日本映画である。松方弘樹の初プロデュース作品。製作・松プロダクション、配給・東映。

## 製作
東映Vシネマの成功を見て、機を見るに敏な松方弘樹は、自らVシネマを作ろうと企画。マネージャーの川野孝右に「ちょっといいVシネマを作ろうや」と準備を始めていたら、岡田茂東映社長に「ちょっと川野、来い」と呼び出され、「お前んとこ、映画作ってるんだって？」と聞かれ全部話したら、岡田から「本編（劇場用映画）にしろや」「金はかかったっていいじゃねぇか、上りも違うがな」と言われた。岡田は1991年5月公開を予定していた番組が急に飛んだため、製作中の映画を探していた。松方が十数年で知り合った実業家から資金の調達だけ行い、後は一連の東映ヤクザ映画と同じパターンで映画が製作され、配給も東映が行った。松方は表立って何もしなかった。ただ、ビデオに関しては、松方サイドが全て権利を持つという条件であった。

## 興行
映画興行はトントンだったが、ビデオの売上げ分が利益としてプラスになり、出演者に安いギャラで頼んで出てもらったこともあって、松方は出演者に利益を還元した。100万円ずつ上乗せしてギャラを払い、大スターにとっては100万円は大した額ではないが、みんな感動し映画界にこの話が広まり美談になった、と山城新伍は著書に書いているが、松方はブログで、2億7千万円で映画を作り、見事に当り出資者に三割配当つけて3億ナンボで返し、それでビデオを売って、テレビ放映権も売って、まだ2億ナンボ残ったため、撮影で使ったジェット機を借りて、ハワイにゴルフ旅行、台湾にグルメ旅行、加賀百万石で2泊3日の打ち上げ大宴会を基本的に映画のスポンサーとその家族の接待をして1000万円ほとんど全部使い切った、などと話している。本作が当たって岡田社長がプロデューサー連中に「弘樹や川野みたいなトーシロに儲けられてたまるか、馬鹿野郎ッ!」と怒鳴ったといわれている。

## キャスト
- 山崎信吉：松方弘樹
- 野口小夜子：十朱幸代
- 鈴木千里：名取裕子
- 小倉勇武：近藤真彦
- 木下尊光：中尾彬
- 神原伸之：神山繁
- 野口亜由美：中野みゆき
- 遠藤光男：江守徹
- 立花精四郎：室田日出男
- 金子荘太郎：津川雅彦
- 坂口義一：梅宮辰夫
- 瀧：渡瀬恒彦
- 長沢一夫：山城新伍
- 吉川房江：草笛光子
- 八十島久作：金子信雄
- 地権者の農夫：川谷拓三
- 山之内：高田純次
- 高木伸次：志賀勝
- 紀子：安田仁美
- 山崎紀世恵：南果歩
- 少年時代の信吉：目黒大樹

## スタッフ
- 監督：降旗康男
- 企画：日下部五朗、元村武
- プロデューサー：亀岡正人、吉田由二、川野知介
- 脚本：中島貞夫、西岡琢也
- 原案：桂木薫[7]
- 撮影：赤塚滋
- 美術：西村伸明
- 照明：加藤平作
- 音楽：大島ミチル
- 録音：荒川輝彦
- 編集：荒木健夫
- 助監督：高司暁
- スチール：北脇克己
- 製作会社：松プロダクション
- 製作協力：東映京都撮影所
- 配給：東映